# Wilber Sánchez
Wilber Alejandro Sánchez Ramírez (ur. 20 października 1979) – nikaraguański piłkarz występujący na pozycji napastnika. Zawodnik klubu Real Estelí.

## Kariera klubowa
Sánchez karierę rozpoczynał w 2000 roku w zespole Inter Barrio Cuba. Spędził tam 1,5 roku. Następnie grał w Deportivo Walter Ferretti, Parlamcie Managua, Masatepe FC, Realu Estelí, salwadorskim San Salvador FC oraz Américe Managua. W 2008 roku ponownie został graczem klubu Deportivo Walter Ferretti. W sezonie 2009/2010 wywalczył z nim mistrzostwo fazy Apertura. W 2010 roku odszedł do Realu Estelí, w którym występował już w latach 2006-2007. W sezonie 2010/2011 wywalczył z nim mistrzostwo fazy Clausura, a w sezonie 2011/2012 mistrzostwo obu faz (Apertura i Clausura).

## Kariera reprezentacyjna
W reprezentacji Nikaragui Sánchez zadebiutował w 2004 roku. W 2009 roku został powołany do kadry na Złoty Puchar CONCACAF. Zagrał na nim w meczach z Meksykiem (0:2) oraz Gwadelupą (0:2), a Nikaragua zakończyła turniej na fazie grupowej.